# Woodward Point
Der Woodward Point ist eine Landspitze an der Nordküste Südgeorgiens im Südatlantik. Sie liegt westlich der Inselgruppe The Guides und gehört zu den Brutgebieten des Riesensturmvogels.
Das UK Antarctic Place-Names Committee benannte sie 2009 in Anlehnung an die Benennung des südlich benachbarten Mount Woodward. Dessen Namensgeber ist Roswall Woodward aus New Haven, Connecticut, der 1790 Kapitän des ersten US-amerikanischen Robbenfängers in den Gewässern um Südgeorgien war.